# Люй Хаотянь
Люй Хаотянь (англ. Lyu Haotian; род. 1997) — китайский профессиональный игрок в снукер.
Известен как один из самых молодых снукеристов, участвовавших в профессиональных турнирах, ему было всего 14 лет.

## Биография и карьера
Родился 29 ноября 1997 года в пекинском районе Тунчжоу.
Впервые начал выступать на профессиональной снукерной сцене на турнире World Open 2012, проиграв со счётом 4:5 Тому Форду. В своем следующем турнире — Открытый чемпионат Китая по снукеру 2012, он снова проиграл Питеру Эбдону со счётом 2:5.
В начале сезона 2012/2013 Люй Хаотянь выиграл свой первый матч в профессиональном турнире, победив Цю Ялуна со счетом 4:1 на первом чемпионате Asian Players Tour Championship. В июле этого же сезона он выиграл чемпионат IBSF World Under-21 Snooker Championship, получив двухлетнюю карту на сезоны Мэйн-тура 2013/14 и 2014/15.
Первый сезон в качестве профессионала Люй Хаотянь начал, победив Рода Лоулера со счетом 5:2, чтобы квалифицироваться на Wuxi Classic 2013 года. Завершил свой дебютный сезон на 93-м месте мирового рейтинга.
Не удержавшись в Мэйн-туре, покинул его в конце двухлетнего периода на 81-м месте мирового рейтинга. В своём интервью он говорил, что ещё слишком молод, одинок и дезориентирован, живя в Англии, почти не говоря по-английски. После разочарования вылетом из основного тура прекратил играть в снукер на полгода, но тренер его детства — Пан Вэйго убедил Лю не бросать снукер. В январе 2016 года Хаотянь выиграл чемпионат China City Snooker Club League в одиночном разряде, победив в финале Ло Хунхао со счетом 5:0. Он поступил в Q School, но не смог достичь результата, чтобы вернуться в Мэйн-тур. Но воодушевлённый Пан Вэйго, Люй принял участие в Asian Championship 2017 года, а 28 апреля 2017 года выиграл ACBS Asian Snooker Championship, проходивший в Дохе, победив Панкаджа Адвани в финале 6:3. В результате он получил право на участие в туре сезона 2017/18 и остаётся в нём по настоящее время.
Люй Хаотянь живёт в Шеффилде, где он тренируется в Victoria Snooker Academy с Чжао Синьтуном и несколькими другими китайскими игроками.